# Hell Dorado
Pour les articles homonymes, voir Helldorado (homonymie).
Hell Dorado est un jeu de figurines français créé par CROC et Geoffrey Picard, se jouant sur une table de jeu. Il est publié et distribué par Asmodée Éditions jusqu'en 2009. Depuis le jeu a été repris par le studio américain Cipher, et est ré-édité progressivement depuis 2011.  Les joueurs disposent d'une dizaine de figurines chacun, chacune ayant ses propres caractéristiques.
Le jeu se passe dans un XVIIe siècle alternatif dans lequel une porte vers les Enfers s'est ouverte. Les Enfers recèlent de grands trésors convoités par les Occidentaux et par les Sarrasins.
Six « factions » sont jouables :
- les Occidentaux ;
- les Démons ;
- les Égarés ;
- les Sarrasins ;
- les Mercenaires ;

- les Immortels (Dernière faction sortie, de type asiatique, axée sur le mélange humains / démons).

Les Mercenaires ont ceci de particulier que, outre le fait de constituer une faction à part entière (avec ses propres officiers), la quasi-totalité des combattants mercenaires (tous sauf les officiers en fait), est recrutable au sein des autres factions.

## L'histoire
Le jeu se déroule au XVIIe siècle, durant la guerre de Trente Ans, mais dans un monde alternatif, où des portes menant vers les Enfers se sont ouvertes.
En 1631, le Saint Empire Romain Germanique  pille la ville de  Magdebourg, et massacre la population. À ce moment-là une porte vers les Enfers s'ouvre. L'armée impériale décide de passer la porte avec quelques éclaireurs, puis installe une première colonie un peu plus tard. Les différents royaumes européens continuent leurs guerres, mais d'autres portes s'ouvrent, notamment à La Rochelle et à Séville.
Les Occidentaux décident alors de coloniser et d'évangéliser les Enfers. Pour exploiter les ressources de ce nouveau territoire, les Occidentaux envoient de plus en plus de troupes, et créent la Nouvelle Jérusalem.
Mais depuis plus de quatre siècles les Sarrasins étaient arrivés aux Enfers, à la recherche de la porte qui mènerait vers le Paradis. Les ressources ne les intéressent pas.
Face à des Occidentaux  belliqueux et à des Sarrasins habitués au territoire, les Démons se retrouvent à faire des pactes avec les Sarrasins, mais subissent de nombreuses défaites face aux Occidentaux. Des anges déchus les rejoignent et les mènent au combat pour permettre aux démons de garder leur territoire.
Entre ces différentes factions, les égarés veulent être libres, et doivent se battre contre les démons pour obtenir cette liberté, mais aussi contre les Occidentaux et les Sarrasins pour garder les Enfers.
Plusieurs batailles ont donc lieu entre les factions.

## Les Occidentaux
Venus pour coloniser, évangéliser et posséder de nouvelles ressources dans les Enfers, les Occidentaux sont protégés par leurs armures et utilisent des arquebuses ou des épées.
La boîte de compagnie contient 11 figurines, dont Francisco Vargas, franc-capitaine espagnol, des arquebusiers, un bretteur, un sergent ou encore une tzigane maîtrisant la démonologie.
De nombreux renforts apparaissent : des Grenadiers, Sœur Eloïse, Alvaro Echeverria de Balaguer, etc.

## Les Démons
Les démons ne veulent pas se laisser envahir sans se battre. Ils sont menés par Asaliah, l'ange rebelle.
La boîte de compagnie contient 11 figurines, dont  Asaliah, un succube, des damnés de la colère ou encore des damnés de la paresse.
De nombreux renforts apparaissent : Samaël, Foulques le noir, les damnés de la gourmandise, etc.

## Les Égarés
Libérés des chaînes démoniaques, les égarés sont menés par le seigneur de guerre Bran Carnoth.
Leur physique d'insecte ou de reptile leur procure une force considérable.
La boîte de compagnie contient 8 figurines, dont Bran Carnoth, des guerriers squamates, ou encore une frondeuse.
De nombreux renforts apparaissent : La Gueule des abysses, des Pisteurs squamates, etc.

## Les Sarrasins
Depuis longtemps dans les Enfers, les Sarrasins recherchent la porte du Paradis. Ils possèdent une grande dextérité avec les armes blanches.
La boîte de compagnie contient 10 figurines, dont l’émir Nazir ibn Hamid ibn Hajjad, le djinn Chasm Al Majid, des piliers de la foi, ou encore de combattants sanctifiés.
De nombreux renforts apparaissent : les Alchimistes, Layla Bint Suraya, les Dibbukims, etc.

## Les Mercenaires
Les mercenaires peuvent être une faction à part entière, mais leur statut de mercenaire leur permet de se faire recruter dans les autres factions.
Les mercenaires peuvent être très différents les uns des autres. On y retrouve des Nomades squamates, Alazaïs qui utilise un lémure pour perturber ses adversaires et Götz von Berlichingen qui aide ses compagnons et ralentit ses ennemis.

## Les Immortels
Présents depuis toujours aux enfers, ils présentent une caractéristique de dualité façon yin et yang. Ainsi des combattants démons côtoient des combattants humains et des combattants hybrides.
La boite de base contient entre autres : l'officier Cheng Xiao-Chen, 2 sentinelles impériales, 2 maitres des lames, un porteur d'âme, des paysans et
des renforts arrivent: Li Tsu Tsin un autre officier et ses 2 lémures et chan lee un indépendant.

## Les Règles
Le livre des règles peut se trouver dans diverses boutiques, mais les règles principales peuvent être téléchargées sur le site officiel d'Hell Dorado.
Les règles de bases sont assez simples, mais lorsque l'on rentre dans les détails, au niveau du terrain par exemple, les règles sont nombreuses, et mettent du piment dans le jeu.
Chaque figurine possède une carte avec ses caractéristiques spécifiques (déplacement, défense, attaque, points de vie, etc.)
Outre la force du personnage et de ses armes, la magie peut être utilisée. On trouve des sorts de zone et des sorts directs. Les sorts de zone ont des effets qui touchent les personnages aux alentours, et les sorts directs utilisent des familiers, des lémures, qui « portent » le sort.
Le jeu utilise des D6 et les déplacements sont mesurés en toise mais les joueurs utiliseront le pouce.